# MIKAI
MIKAI（みかい、1971年9月1日 - ）は日本の女性歌手。東京都出身。美絵という漢字表記もある。
かつては松谷 真実（まつたに まみ）としてタレント活動をしていたことがある。

## 来歴
10代の頃から女優、ラジオパーソナリティーなどマルチタレントとして活動したのち、2004年から本格的に歌手活動を始める。自主レーベル「9th ELEMENTAL MUSIC」を立ち上げ、シングル、アルバムを制作している。現在はライブハウスを中心に活動をしている。

## ディスコグラフィー

### シングル
- 遠く果てしなく / Love in the world（2006年3月31日）　- チャリティーイベント「Oriental Muse In Tokyo 2006」テーマ曲
- バス停 / CRASH / SIGN（2007年6月21日）

### アルバム
- おかえり。（2009年2月28日）
- DO or NOT（2009年5月31日）

### その他
※いずれも松谷真実名義。
- 映画『ビックリマン 無縁ゾーンの秘宝』主題歌
  - 天地球 永遠に
  - 愛の天地球

## 出演
※ドラマ・映画は松谷真実名義。

### テレビドラマ
- ニュータウン仮分署（1988年）
- 春燈（1989年）
- 尼さん探偵名推理1 吊り鐘から死体！破戒尼トリオ危機一髪（1989年）

### 映画
- ビックリマン 無縁ゾーンの秘宝（1988年） - 助士すいさい[1]（声の出演）

### その他
- 詩のボクシング（NHK-BS・2006年）
- ナイナイサイズ（日本テレビ・2007年6月16日）

## 著書
- 「わらってわらって」（2001年) - 自費出版の詩集。
- 「幸せこい来い」（2008年）ISBN 9784901460354　- 葛西美絵名義。母・葛西茉御との共著。